# Shock Troopers
Shock Troopers est un jeu vidéo de type run and gun développé par Saurus et édité par SNK en 1997 sur Neo-Geo MVS (NGM 238),,.

## Système de jeu
Le jeu est un run and gun, c'est-à-dire "courir et tirer". Le jeu consiste en effet à se déplacer dans plusieurs niveaux en éliminant les ennemis (soldats, tanks, camions…) et en détruisant des éléments du décor pour progresser dans le niveau. On peut jouer huit personnages différents, avec une attaque spéciale différente (ex : gaz toxique, grenade, bazooka ou encore boomerang) disponible en nombre limité et des façons de tirer et de se déplacer qui leur sont propres.
On peut ramasser des armes plus puissantes comme des lance-flammes ou des mitrailleuses ainsi que des objets de soin dans des caisses destructibles.

## Réédition
- PlayStation 2, 2008 SNK Arcade Classics Vol.1
- PlayStation Portable, 2008 SNK Arcade Classics Vol.1
- Wii, 2008 SNK Arcade Classics Vol.1
- Nintendo Switch, 2017 ACA NEOGEO

## Série
1. Shock Troopers (1997)
2. Shock Troopers: 2nd Squad (MVS, 1998)